# Пресс, Ирина Натановна
Ирина Натановна Пресс (10 марта 1939, Харьков — 22 февраля 2004[…], Москва) — советская легкоатлетка, двукратная Олимпийская чемпионка, рекордсменка мира. Заслуженный мастер спорта СССР (1960), Заслуженный работник физической культуры Российской Федерации (2001).
Неоднократная чемпионка Европы (7 раз в 1959—1965) и СССР (13 раз в 1959—1967). Дважды кавалер ордена «Знак Почёта» (1961, 1965) и ордена Дружбы.

## Биография

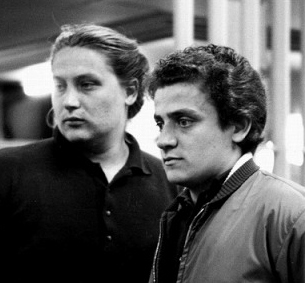
С сестрой Тамарой. Олимпийские игры 1964 года в Токио

Лёгкой атлетикой Ирина, как и её старшая сестра Тамара, началa заниматься в Самарканде, куда они с матерью, Цилей Владимировной Шерман (1916—?), кассиршей, эвакуировались из Харькова в начале войны. Отец, Натан Исаакович Пресс (1911—1942), уроженец Луганска, был призван рядовым (пулемётчиком) в действующую армию и погиб на фронте 3 августа 1942 года в районе села Ханино Калининской области.
Пример старшей сестры, делавшей успехи, сыграл огромную роль в решении стать спортсменкой, кроме того семья Пресс жила рядом со стадионом, позволявшим тренироваться круглый год: как таковой зимы, в понимании уроженцев Украины, в УзССР не было. Ирине Натановне, как и старшей сестре, повезло с тренером, её первый наставник — Константин Иосифович Капустянский — постарался найти для неё собственную дорогу в мир большого спорта, определив на беговую дорожку.
В 16 лет впервые приняла участие во Всесоюзной спартакиаде учащихся, выполнила второй взрослый разряд в беге на 400 метров, а через год, в 1956 году, попробовала своё «коронное» в будущем пятиборье и добилась права участвовать вместе с Тамарой в I-й Спартакиаде народов СССР.
В 1957 году, опять же по примеру старшей сестры, переехала в Ленинград, где поступила в Институт инженеров железнодорожного транспорта, стала тренироваться в знаменитой школе Виктора Алексеева. И тут же прославила свой вуз: победила на очередной Всесоюзной юношеской спартакиаде в многоборье и в толкании ядра.
В последующие два года Ирина стала мастером спорта, сначала в барьерном беге, а затем — в пятиборье. Символично, что первый свой мировой рекорд Ирина Пресс установила на Всесоюзных соревнованиях «Динамо» в конце сезона 1959/1960 года, набрав 4 880 очков. Именно в этом спортобществе ещё «юным динамовцем» она начинала занятия лёгкой атлетикой и никогда не изменяла ему. С тех пор, до 1966 года включительно, ни один протокол крупнейших соревнований без фамилии Пресс в верхней строке не обходился.
В августе 1960 года завоевала титул Олимпийской чемпионки. В Риме она ошеломила и судей, и соперниц, и зрителей невиданной мощью и стремительностью своего бега. Уже в полуфинале Ирина повторила мировой и установила Олимпийский рекорд в беге на 80 м с барьерами. А в финале, даже несмотря на неудачный старт, только закрепила свой успех.
За время подготовки к Олимпиаде в Токио трижды повторила личный мировой рекорд в барьерном беге (10,5 секунды), выполнила нормативы, давшие право выступать за сборную СССР, становилась победителем и призёром первенства страны на гладких спринтерских дистанциях. На Олимпийскую медаль могла претендовать и в толкании ядра: её результат в толкании ядра — 17 метров 21 сантиметр — был пятым в мире и отставал от высшего достижения сестры всего на метр. В каждом виде пятиборья она подтверждала славу чемпиона — её показатели могли превзойти только спортсмены из узких специалистов, да и то не все.
В Токио завоевала золотую медаль с феноменально высоким результатом для пятиборья — 5 246 очков, кроме того, она заняла шестое место среди толкательниц ядра.
Токийские достижения Ирины остались «вечными». После Олимпиады 1964 года в женском многоборье произошло изменение: коронную дистанцию Ирины Пресс 80 метров с барьерами, где она довела планку мирового рекорда до 10,3 секунды, увеличили до 100 метров.
Член КПСС с 1964 года. После выхода в отставку Ирину Пресс пригласили в Госкомитет по физической культуре, спорту и туризму на пост главы департамента, где она проработала до ноября 2000 года. С конца 2000 работала начальником управления Комитета физической культуры и спорта Правительства Москвы.
В 1971 году защитила диссертацию кандидата педагогических наук по теме «Экспериментальное обоснование методики тренировки юных барьеристок на этапе начальной спортивной специализации».
Скончалась 22 февраля 2004 года, урна с её прахом находится в 18 колумбарии Донского кладбища в одной нише с сестрой Тамарой.

## Награды
- Орден «Знак Почёта» (16 сентября 1960) — за успешные выступления в XVII летних и VIII зимних Олимпийских играх 1960 года, а также за выдающиеся спортивные достижения[11]
- Благодарность Президента Российской Федерации (6 января 1997) — за высокие спортивные достижения на XXVI летних Олимпийских играх 1996 года[12]